# John Orde
Sir John Orde (22 décembre 1751 – 19 février 1824), 1er baronnet Campbelle-Orde de Morpeth (Northumberland), est un officier de marine, homme politique et aristocrate britannique des XVIIIe et XIXe siècles.

## Biographie
Il est célèbre pour avoir été l'ennemi juré de Nelson, bien qu'Orde se soit surtout querellé avec John Jervis et qu'il n'ait jamais attaqué Nelson personnellement.
Il est le troisième fils de John Orde, de Morpeth, Northumberland, et le frère de Thomas Orde-Powlett (1er baron Bolton). Il entre dans la Royal Navy en 1766, au sein de laquelle il connait une belle carrière. Il est promu Rear-Admiral en 1795, Vice-Admiral en 1799 et finalement Admiral of the Red. En 1805, bien qu'on lui ait demandé de baisser son pavillon, il est promu Admiral of the Blue puis Admiral of the White en 1810.
En tant que vice-amiral, il commande en 1805 une escadre de six vaisseaux de ligne au large de Cadix, à bord de son vaisseau amiral, le HMS Glory.
Orde est nommé Gouverneur de la Dominique entre 1783 et 1793, il est créé 1er Baronet Orde, de Morpeth, co. Northumberland le 27 juillet 1790. À partir de 1807, il est élu Member of Parliament pour Yarmouth.

## Sources
- (en) Cet article est partiellement ou en totalité issu de l’article de Wikipédia en anglais intitulé « Sir John Orde, 1st Baronet » (voir la liste des auteurs).